# Рыботицкие
Рыботицкие, Роботицкие, Риботицкие (пол. Rybotycki) — древний шляхетский род герба Сас, из Перемышльской земли.
Король Казимир III Великий пожаловал родоначальнику Стефану Волошину или Венгрину 100 кв. км. земли (около 10000 га.), в верховьях реки Вяр (приток Сана). В центре владений располагалось село Рыботичи, в котором Стефан поселился и от его названия взял прозвище Рыботицкий. В 1,5 километрах от Рыботич выросла Посада Рыботицкая (1494), возле василианского монастыря, в котором была возведена каменная православная церковь св. Онуфрия (в XIV—XV веках), первая церковь оборонного типа на территории Королевства Польского. Здесь похоронен Перемышльский епископ Михаил Копыстенский (1591—1610), который подписал декрет Брестской унии, от которой позже отказался. До 1692 года, церковь оставалась православной. В св. Онуфрие сохранились древние фрески, которые представляют большую культурно — историческую ценность.
Рыботицкие родственники венгерскому графскому роду Драгффи, родоначальники этих родов — двоюродные братья. Так же Стефан Рыботицкий являлся родственником первому Валашскому госпадарю Бассарабу I и племянником первому Молдавскому госпадарю Богдану I, соответственно и всем его потомкам, в том числе: Воютинским (Гулевичам), Гроховским, Рогатинским, Германовским, Ниховским, династии Молдавских господарей — Мушатидов, Марамурешским кланам Дунка, Ман и другим. Так Влад III Цепеш Дракула, господарь Валахии, приходился Стефану далёким потомком. Из рода Рыботицких выходят шляхетские рода: Берестянских, Бисковских, Буховских, Волосецких, Губицких и собственно Рыботицких.
По утверждению историков, эти рода на территории Червоной Руси, практически до конца XVI столетия, являлись единственными носителями изображения герба Сас, в чистом виде, где позже на его базе сформировалась вся геральдическая общность герба Сас, включившая в себя сотни родов.

## Родоначальник Рыботицких
Родоначальник Рыботицких — Стефан (Степан, Щепан) Волошин или Венгрин (Угрин), с 1366 г. Рыботицкий, с 1368 г. граф Венгрин герба Драг Сас. Стефан Волошин — волошский воевода, прибыл из Трансильвании или Семиградья, где в семи построенных саксонскими переселенцами городах, проживали германские саксы. Дед Стефана Волошина — Микула, известно, что его народ волохи в 1334/35 г.г. прибыл в поселение Дьердь (Марамуреш) из Большой Валахии (Македония), церковной епархии Вранье (Vranie), под предводительством его сына Богдана. Отцом Стефана был Юга — брат воеводы марамурешского Богдана Воды. Стефан с дядей Богданом отправился в поход, в начале разромив поселения отказавшегося идти с ними в поход марамурешского феодала Giula из Giulesti, а в 1359 г. переходят с дружинами на территорию Молдавского княжества. В Молдавии они разгромили войска воеводы Балка — сына воеводы Саса, который был наместником Венгерской Короны в Молдавии. Балк бежал в Марамуреш, где венгерский король передал в его управление земли, в том числе и ранее принадлежавшие его противнику — Богдану. В состав земель Богдана в Марамуреше, входили маргинальные владения Стефана и его брата Ивана, сыновей Юга (Iuga). Документ зафиксировавший права владения братьев, датируется 14 мая 1353 г. Воевода Богдан после победы, провозгласил Молдавское княжество независимым государством и стал его первым господарем — Богданом I. Стефан со своим отрядом двинулся на север, в земли Червоной Руси, где выступает в союзе с польским королём Казимиром III Великим, интересы которого простираются на эти земли. Король за заслуги (1368 г.) отдает в собственность Стефану, все земли в верховье р. Вяра, с деревнями и тремя монастырями. Территория земельного гранда составляла около 100 кв. км., где Стефан от названия местечка Рыботичи, находящегося в центре владений, берет прозвище Рыботицкий. В 1368 году король Казимир называет Стефана Рыботицкого — «Венгр», с тех пор Стефан Рыботицкий Сас носил титул граф Венгрин.

## Рыботицкие
Щепан Волошин Риботицкий упомянут после Богдана тивуна (Воютицкого) в списке послухов «перемышльской купчей» 1359 г. Жалованная грамота 1368 г. Казимира Великого превратила его в Стефана Венгра, или Угрина. Родоначальник Рыботицких получил на левом берегу Вяра (выше Нижанковичей) села Рыботичи, Угольники (ныне — Рыботыче и Хувинки в Польше) и Сырокосцы, поле Грушево и 3 монастыря у самых истоков реки, с условием несения службы копьем и 4 лучниками. От названия поселения в центре владений — Рыботич, Стефан берет фамилию Рыботицкий.
В саноцкой грамоте 1373 г. князя Владислава Опольского полновластный хозяин всего верхнего Вяра (более 100 км²) упоминается как Стефан с Рыботичей. Известный по львовской грамоте 1377 г. Васько Стефанкович, скорее всего, был его сыном, его можно идентифицировать с Васько Шепечичем перемышльских купчих 1391 и 1402 гг. Примечательно содержание жалованной грамоты 1368 г., согласно которой шляхтич Стефан Венгр получил от Казимира Великого сразу три монастыря, недалеко от перемышльского села Рыботыче. Так же в 1395 году, Владислав Ягайло предоставил Яну Иванишу Угрину (Рыботицкому) села Лысую и Носов, в Галицком уезде, взамен на корчму над рекой Липа.
Дожившие до 30-х годов XV в. внуки Стефана, родные братья Станько и Радько Рыботицкие, само собой разумеется, принадлежали к русско-волошскому гербу Сас. От потомков Радько пошёл род Берестянских, а у Станка было четверо сыновей: Иван, Юрий, Васько и Александр. Рубеж 30-40-х годов для них ознаменовался целой серией разделов, обменов, залогов, покупок — с кузенами и между собой. Ситуация прояснилась к осени 1443 г. По разделу с братьями Иван получил Буховичи, Тухолковичи, часть Угольников и стал родоначальником Буховских. Юрию и родоначальнику Губицких Александру достались заложенные королевские села Губичи, Грушев и Станила в Дрогобычском повете. Юрий уже в декабре 1443 г. заложил свои части сел Александру, избрал духовную карьеру и умер на рубеже 60-70-х годов плебаном в Новом городе Быбеле.
Продолжившему род Рыботицких, Васько, достались дедичные Рыботичи и Сырокосцы и новые села, основанные в границах родового гнезда: Троица, Грушева и другие. Отличавшийся общественной активностью Васько, в 1448 г. занял уряд перемышльского подсудка, в 1458 или 1459 г. стал земским судьей и умер в 1467 г., оставив двух сыновей: нераздельных дедичей Яна и Рафаила. Его единственная дочь Елизавета не позднее июня 1474 г. вышла за Яна Ижмана Сливницкого.
Ян, в 1483 или 1484 г. занял уряд земского судьи. Осенью 1494 г., разделился с племянником Рафаилом и сделал 400-гривенную запись на Сырокосцах второй жене Розе — сестре саноцкого каштеляна Миколая Стшешовского, а умер в 1495 г. Бездетная вдова Роза скончалась не позднее 1499 г., так что все владения достались его племяннику Рафаилу.
Младший сын Васька Рыботицкого, Рафаил, не позднее августа 1446 г. женился на Ядвиге Воютицкой. В 60-70-е годы он получил за супругой львовские села Тершаков и Монастырь и истратил немалые деньги на скупку самборских сел Бисковичи, Волоща и Максимовичи. Наследник умершего в 1481 или 1482 г. Рафаила — его единственный сын Рафаил — в 90-е годы столкнулся с серьёзными финансовыми трудностями. Во-первых, ему пришлось платить тетке Марте Чиковской (единоутробной сестре своей матери) за половину упомянутых выше львовских и (отчасти) самборских сел. Во-вторых, надо было дать по 200—250 гривен приданого трем сестрам: Анне — жене Станислава Славского (1492 г.), Софии — супруге жидачовского шляхтича Яна Д(з)едушицкого (1495 г.), и Ядвиге — жене Станислава Яскманицкого (1500 г.).
Смерть бездетного дяди Яна увеличила земельные владения Рафаила, но не прибавила наличности, в которой он так сильно нуждался: на половину выморочного имущества или её денежный эквивалент претендовал Ян Сливницкий. Кузен Рафаила утверждал, что его мать Елизавета Рыботицкая так и не дождалась обещанного ей в своё время приданого. Ради получения звонкой монеты Рафаил начиная с 1498 г. неоднократно закладывал и перезакладывал свои владения. К весне 1505 г. его задолженность главным кредиторам — держателям крепости Рыботичи с 6 тянувшими к ней селами Корманицким и держателю Сырокосцев Миколаю Венчковскому (Więczkowski) — достигла соответственно 580 и 500 гривен. Последнее упоминание Рафаила в июне 1505 г. связано с продажей за 1500 гривен рыботицкого гнезда Корманицким. В 1508 г. налоги с 10-лановых Сырокосцев платил Миколай Венчковский (Więczkowski). Рыботицкий, должно быть, сохранил за собой Бисковичи, Волощу, Максимовичи и 2 львовских села с корчмами на Днестре.